# Horváth Sándor Piusz
Horváth Sándor Piusz (Szombathely, 1819. február 12. – Budapest, 1901. május 23.) tankönyvíró, piarista áldozópap.

## Életrajza
Iskoláit Kőszegen végezte; 1836. szeptember 14-én a szerzetbe lépett; a novíciátust (1837-38.) Trencsénben, a bölcseletet (1840-41.) Vácon, a hittant (1842-43.) Nyitrán és Szentgyörgyön (1844.) végezte. Közben 1839-ben Debrecenben a II. grammatikai osztály tanára volt. 1844. augusztus 2-án miséspappá szenteltetett föl Nyitrán. Tanár volt 1845-től 1848-ig Veszprémben; amikor a veszprémi nemzetőrség a Drávához vonult, őt mint jeles szónokot tábori lelkészének választotta. 1851-58-ban Kolozsvárt hittanár volt és 1859-60-ban egyszersmind a gimnázium igazgatója; 1861-1862-ben a rendház rektora, a gimnázium igazgatója, hittanár és hitszónok. 1863-ban Mernyén jószágkormányzó; 1864-1867-ben Pesten a latin és magyar nyelvet és a történelmet tanította a gimnáziumban; 1868-69-ben Tatán rektor és gimnáziumi tanár; 1871-72-ben egyszersmind igazgató; 1873-74-ben Vácon tanár; 1874-84-ben Temesvárt rektor és tanár, később igazgató. 1885-től Budapesten működött mint a rendi kormánytanács tagja és különösen a rend pénztárnoka.
Pesti tanárkodása alatt vezette a főgimnáziumi ifjúság önképző egyletét és ennek Évkönyvét 1867-ben kiadta. (Ekkor a kör tiszti karában voltak Szivák Imre VI. oszt. és Wlassics Gyula V. oszt. tanuló.) Költeményei, paedagogiai értekezései s történeti cikkei jelentek meg a Religio és Nevelésben (1841. Nepom. Szent János, Szent István vértanú, költői elbeszélések), a Hasznos Mulatságokban (Fülek vár visszavétele 1593-ban), a Religióban és a Pesti Naplóban (Berzsenyi Dániel ismeretlen levele gr. Festetics Györgyhöz.). Programmértekezései a kolozsvári római katolikus gimnázium Értesítőjében (1855. Gróf Koháry István országbiró életrajza, 1856. A valláserkölcsi nevelés mint a sikeres iskolai tanítás főkelléke, 1860. Tarlózat a középkori tudományosság és művészet mezején); cikkei a temesvári Tört. és rég. Értesítőben (VII. 1881. Szemelvények a «Drávántúli» részek történetéből, tekintettel a horvátoknak adott «fehér lapra», VIII. 1882. Illyés András erdélyi püspök eredeti levele 1697-ből.)

## Munkái
- Magyarország ismertetése. I. Erdély nagyfejedelemség. II. Dalmát. III. Gallicia IV. Európai Török- és V. Görög-országok rövid leírása. Pest, 1847 (két térképpel)
- Magyarország s a hozzá kapcsolt Slavonia ismertetése. A honi ifjúságnak kézikönyvül. Pest, 1848 (Magyar- és Erdélyország földképével. Ezen két munka első terjedelmesebb földrajzi tankönyvünk.)
- A veszprémi nemzeti őrség zászlószentelési ünnepén tartatott egyházi szózat, melylyet ápril 9. 1848. a szabad ég alatt elmondott. Veszprém, 1848
- Egyházi beszéd, melyet keresztjáró-hét első napján a kegyes tanítórendiek akadémiai templomában tartott. Kolozsvár, 1851
- Egyházi szózat, melyet Urnap utáni vasárnapon tartott szent-menet alkalmával a k. t. rendiek akadémiai templomában hirdetett 1851. Kolozsvárott
- Tiszteletkoszorú főtiszt. és tudós Kalmár Endre úrnak, a kegyes tanítórend tartományfőnökének 1879. nov. 30. Bpest
- Egyházi szózat, mit a temesvári kath. főgymn. új zászlójának szentelése alkalmával fehér vasárnapon 1884. ápr. 20. a főgynm. ifjúságához tartott. Temesvár
- A temesvári kath. főgymnasium. (Történeti vázlat.) Temesvár, 1884 (Különnyomat a M. orvosok és term. vizsg. XXIII. vándorgyűlésére kiadott Emlékműből.)

Kéziratban van több egyházi beszéde.